# Чемпионат мира по фехтованию 1966
Чемпионат мира по фехтованию 1966 года проходил с 6 по 16 июля во Дворце спорта Центрального стадиона имени В. И. Ленина в Москве (СССР). Среди мужчин соревнования проходили в личном и командном зачёте по фехтованию на саблях, рапирах и шпагах, среди женщин — только первенство на рапирах в личном и командном зачёте.

## Общий медальный зачёт
| Место | Страна  | Золото | Серебро | Бронза | Всего |
| ----- | ------- | ------ | ------- | ------ | ----- |
| 1     | СССР    | 5      | 3       | 2      | 10    |
| 2     | Венгрия | 1      | 3       | 1      | 5     |
| 3     | Франция | 1      | 2       | 2      | 5     |
| 4     | Польша  | 1      | 0       | 2      | 3     |
| 5     | Швеция  | 0      | 0       | 1      | 1     |
| Всего | Всего   | 8      | 8       | 8      | 24    |

## Медалисты

### Мужчины
| Дисциплина                  | Золото                                                                             | Серебро                                                                                       | Бронза                                                                                    |
| --------------------------- | ---------------------------------------------------------------------------------- | --------------------------------------------------------------------------------------------- | ----------------------------------------------------------------------------------------- |
| Шпага Личное первенство     | Алексей Никанчиков                                                                 | Клод Буркар                                                                                   | Богдан Гонсиор                                                                            |
| Шпага Командное первенство  | Франция · Ив Буасье · Жак Броден · Клод Буркар · Ив Дрейфус · Жан-Пьер Аллеман     | СССР · Владимир Годжиев · Юрий Смоляков · Гурам Костава · Григорий Крисс · Алексей Никанчиков | Швеция · Карл-Эрик Бромс · Ханс Лагервалл · Ларс-Эрик Ларссон · Ян Ског · Карл фон Эссен  |
| Рапира Личное первенство    | Герман Свешников                                                                   | Жан-Клод Маньян                                                                               | Виктор Путятин                                                                            |
| Рапира Командное первенство | СССР · Марк Мидлер · Герман Свешников · Юрий Шаров · Виктор Путятин · Юрий Сисикин | Венгрия · Бела Дьярмати · Йожеф Дьюрича · Йенё Камути · Ласло Камути · Шандор Сабо            | Польша · Витольд Войда · Эгон Франке · Януш Ружицкий · Адам Лисевский · Рышард Парульский |
| Сабля Личное первенство     | Ежи Павловский                                                                     | Тибор Пежа                                                                                    | Золтан Хорват                                                                             |
| Сабля Командное первенство  | Венгрия · Петер Баконьи · Тибор Пежа · Тамаш Ковач · Золтан Хорват · Миклош Месена | СССР · Умяр Мавлиханов · Марк Ракита · Нугзар Асатиани · Яков Рыльский · Эдуард Винокуров     | Франция · Клод Арабо · Серж Парицца · Жак Лефевр · Марсель Парен · Бернар Валле           |

### Женщины
| Дисциплина                  | Золото | Серебро                                                                                            | Бронза |
| --------------------------- | --- | -------------------------------------------------------------------------------------------------- | --- |
| Рапира Личное первенство    | Татьяна Самусенко                                                                                          | Александра Забелина                                                                                | Галина Горохова |
| Рапира Командное первенство | СССР · Галина Горохова · Валентина Прудскова · Александра Забелина · Диана Никанчикова · Татьяна Самусенко | Венгрия · Ильдико Фаркашински-Бобиш · Мария Гулачи · Паула Мароши · Ильдико Рейтё · Лидия Дёмёльки | Франция · Мари-Шанталь Депетрис-Демай · Брижит Гапе-Дюмон · Клодет Эрбстер-Жослан · Анник Левель · Катерин Русселе |